# Christoph Friederich Bretzner
Christoph Friedrich Bretzner (Lipsia, 10 dicembre 1748 – 31 agosto 1807) è stato uno scrittore tedesco.

## Biografia
La prosperità della città, che per la sua ricca vita sociale era paragonata ad una "piccola Parigi", ricca di spettacoli canori e commedie, influenza la produzione letteraria del commediografo. La vitalità spericolata e naturale, che flirta con il teatro della frivolezza, completa le sue caratteristiche, giudicate trasgressive nei suoi romanzi.
La produzione letteraria iniziata nel 1769 con la commedia Il ladro di mele (Der Apfeldieb oder der Schatzgräber) si conclude già nel 1796. Insieme alla occupazione letteraria, l'autore esercita la professione di ragioniere e poi quella di partner di un procacciatore di affari. Con le parodie della sensibilità Wertherschen, Siegwartischer notte Schwärmerei e fisionomiche ed i frammenti di Lavater ("Karl u. Sophie oder die Physiognomisten", Leipzig, 1780). Bretzner è rappresentante dello spirito dell'epoca, che si identifica nella collisione di emozioni e cultura illuminista. La grande popolarità delle sue commedie vanta opere quali la sopravvissuta  "Räuschchen" (1786), giunta fino ai nostri giorni. L'uso del dialetto è caratteristico per il suo disegno di figura.
L'approccio all'opera buffa nella sua Singspielen e G. Stephani e conte Rosenberg nella direzione generale della Wiener può trovare motivo nel tentativo di modificare un modulo allora in voga il Singspiel. "Belmonte e Constanze o il ratto dal serraglio" (1781) ne è un degno esempio. Proposta in seguito a W.A. Mozart, l'autore entra in conflitto con il compositore, mostrando indignazione contro la forma e gli "aggiustamenti", sfida Mozart, in una lettera aperta, pubblicata nel giornale Leipzig (1782). Con il suo adattamento tedesco del Così fan tutte di W.A Mozart sotto il titolo "La fedeltà o le ragazze sono delle Fiandre", tuttavia, il Genio conquista Bretzner, che concede la sua devozione alle scelte del Maestro nel 1794. "Dodici foglie di vita dissoluta" di D. Chodowiecki e di W. Hogarth "il libertino", ad esempio nel 1951 per Opera di Igor Stravinsky, hanno preso a modello il suo romanzo "moralmente satirico"  intitolato  "La vita di un dissoluto". Muore nella sua città natale il 31.8.1807.
Il valore storico e culturale delle opere di Bretzner è indiscusso, anche se rimane, come pesante macigno, il giudizio sui suoi lavori: “semplici espressioni dello spirito del tempo”, o “ opere di media di originalità”.